# Anuário das Testemunhas de Jeová
O Anuário das Testemunhas de Jeová (Yearbook of Jehovah’s Witnesses) foi uma publicação anual editada pela Sociedade Torre de Vigia de Bíblias e Tratados desde 1927 até 2017. Tinha por principal objectivo apresentar um relatório das actividades das Testemunhas de Jeová em todo o globo.
Por conta da popularização e rapidez da internet, o Anuário deixou de ser editado e seu conteúdo aparece agora em tempo real no site jw.org.

## História

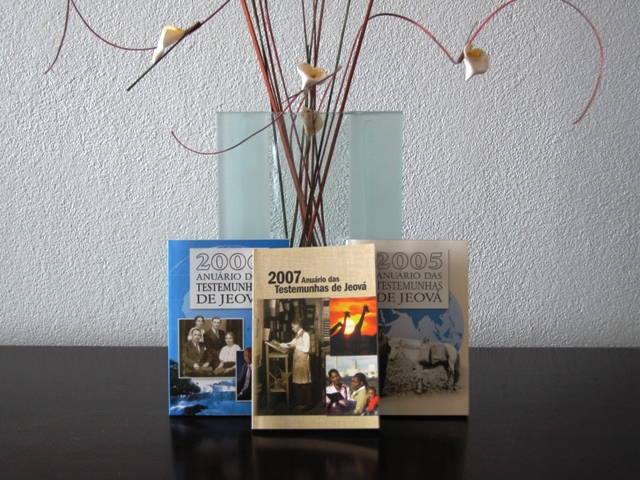
Anuário das Testemunhas de Jeová

A Sociedade Torre de Vigia publicou o primeiro Anuário em 1927, mantendo-se a sua edição ininterrupta desde então. Inicialmente o livro era intitulado Anuário da Associação Internacional dos Estudantes da Bíblia (Year Book of the International Bible Students Association) mas passou a ser denominado Anuário das Testemunhas de Jeová (Year Book of Jehovah’s Witnesses) a partir de 1934, devido à adoção do novo nome por parte das Testemunhas em 1931.
Durante os primeiros 45 anos, o Anuário consistia num relatório geral e mundial das atividades das Testemunhas e incluía relatos pessoais e experiências provenientes de diversos países onde a sua obra de evangelização era efetuada. Continha ainda uma seção com um texto bíblico diferente para cada dia do ano, incluindo um breve comentário. Em 1972, o Anuário recebeu a sua primeira grande remodelação. Em vez de apresentar apenas um breve relatório de muitas terras, passou a conter seções distintas onde a história da obra das Testemunhas de Jeová, em apenas alguns países, era contada em pormenor. A edição de 1972 incluía o relato de apenas sete países maiores.
Em 1986 a seção contendo o texto bíblico diário comentado deixou de ser incluída. O texto diário, conforme é conhecido entre as Testemunhas, passou a ser publicado num pequeno folheto intitulado Examine as Escrituras Diariamente. Esta alteração permitiu que  o texto diário pudesse ser lido logo a partir de 1 de janeiro de cada ano em muitos mais idiomas simultaneamente. Com esta mudança, o Anuário passou a ser publicado com cerca de 250 páginas, ao invés das cerca de 400 dos anos anteriores.
A partir de 1999 passou a ser editado com capa flexível ao invés da anterior capa dura cujos preços de produção eram mais elevados.

## Conteúdo atual
Na atualidade, o Anuário das Testemunhas de Jeová, com capa flexível e pouco mais de 250 páginas amplamente ilustradas, é editado em muitos idiomas podendo ser obtido nos balcões de literatura dos Salões do Reino nos primeiros meses de cada ano. Tal como acontece com as restantes publicações editadas por elas, os custos de produção e distribuição do Anuário são suportadas por donativos voluntários e anónimos das próprias Testemunhas.

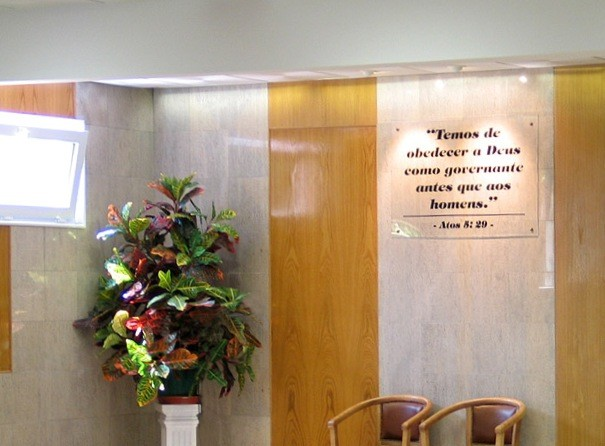
"Texto do Ano" de 2006 exposto num Salão do Reino

O Anuário iniciava com um breve comentário sobre o "Texto do Ano", um versículo bíblico escolhido como tema e que é afixado em cada Salão do Reino em todo o mundo. Seguidamente pode ser lida a carta que o Corpo Governante dirige a cada publicador entre as Testemunhas.
O Anuário de cada ano trazia as informações referentes ao que as Testemunhas designam por "ano de serviço". Trata-se do período de doze meses entre 1 setembro e 31 de agosto. Assim, o Anuário de 2016, por exemplo, incide sobre os acontecimentos ocorridos entre 1 setembro de 2014 e 31 de agosto de 2015. São apresentados alguns destaques das atividades das Testemunhas em diversos países, incluindo campanhas mundiais ou globais, Congressos, formatura e pormenores das diversas escolas em funcionamento, lançamento de novas publicações, esforços para aprendizagem de línguas estrangeiras incluindo os com necessidades especiais tal como os cegos ou surdos, progresso na tradução da Bíblia e outras publicações, evolução de casos jurídicos e informações sobre a perseguição religiosa em alguns países, construção e dedicação de novas filiais, entre outros temas.
É incluída uma tabela com os dados referentes à atividade das Testemunhas de Jeová em todo o mundo, incluindo o número de evangelizadores ativos, as horas que investiram no seu ministério, número de congregações, de novos batizados e a assistência à Comemoração da Morte de Cristo do ano anterior, entre outras informações.
É incluída uma seção que apresenta, em cada continente, algumas experiências ocorridas no ministério de evangelização das Testemunhas. Finalmente surge a seção de maior dimensão do livro, com cerca de 192 páginas, onde se contam pormenores históricos da implantação e desenvolvimento da obra das Testemunhas em alguns países específicos, incluindo pequenas biografias de algumas Testemunhas locais. O Anuário de 2016, por exemplo, inclui a história das Testemunhas de Jeová na Indonésia. Todo o Anuário inclui gráficos, mapas, documentos, ilustrações e fotografias recentes ou históricas.

## Registro das atividades mais recentes
Referente ao ano de serviço de 2015 que abrange setembro de 2015 a setembro de 2016. Todas as informações são oficiais das Testemunhas de Jeová.

### Totais Gerais de 2016[4]
| Informação                                             | Quantidade    |
| ------------------------------------------------------ | ------------- |
| Sedes das Testemunhas de Jeová                         | 86            |
| Países que relataram                                   | 240           |
| Total de congregacões                                  | 119 485       |
| Assistência à Comemoracão da Morte de Cristo           | 20 085 142    |
| Participantes da Comemoração (que tomaram os emblemas) | 18 013        |
| Auge de publicadores no serviço do Reino               | 8 340 847     |
| Média mensal de publicadores                           | 8 132 358     |
| Porcentagemde aumento sobre 2015                       | 1,8%          |
| Total de batizados                                     | 264 535       |
| Média mensal de pioneiros auxiliares                   | 459 393       |
| Média mensal de pioneiros (regulares e especiais)      | 1 157 017     |
| Total de horas dedicadas à pregação                    | 1 983 763 754 |
| Média mensal de estudos bíblicos                       | 10 115 264    |

### Sites oficiais das Testemunhas de Jeová
- (em português) - Site oficial das Testemunhas de Jeová
- (em português) - Tradução do Novo Mundo das Escrituras Sagradas Bíblia on-line
- (em português) - Anuário das Testemunhas de Jeová

### Outras ligações de interesse
- (em português) - Triângulos Roxos - As vítimas esquecidas do Nazismo
- (em inglês) - Museu do Holocausto em Washington - Seção reservada às Testemunhas de Jeová